# Satguru
Nella religione induista il Satguru (in sanscrito सदगुरू)  è il Rishi illuminato che inizia le anime dei discepoli verso l'illuminazione. 
Kirpal Singh parla anche di Sant Satguru, santi che indicano la morte come rinascita gioiosa

## Etimologia
Satguru significa "vero precettore", "vero maestro", dai termini sanscriti sat (सत), che ha i significati di "essenza", "succo", "forza", "vitalità", "vigore", "vero", "verità", e guru (गुर) che significa "maestro", "insegnante", "precettore", "mentore", "guida spirituale". Secondo un'altra interpretazione Satguru significa "maestro di perfezione" o anche "perfetto maestro", facendo assumere il valore di "perfezione" al vocabolo sat.